# Koichirō Matsuura
Koichirō Matsuura (Tóquio, 29 de Setembro de 1937) foi o diretor-geral da UNESCO entre 1999 e 2009.
Cursou direito na Universidade de Tóquio e economia em Haverford College nos Estados Unidos. Desde 1961 se dedica à diplomacia, trabalhando em embaixadas e representações japonesas em países como Gana, França, Estados Unidos e Hong Kong. Assumiu também o ministério das relações exteriores japonesas.